# Ceryx sphenodes
Ceryx sphenodes är en fjärilsart som beskrevs av Edward Meyrick 1886. Ceryx sphenodes ingår i släktet Ceryx och familjen björnspinnare. Inga underarter finns listade i Catalogue of Life.